# Ephoros von Kyme
Ephoros von Kyme (altgriechisch Ἔφορος, latinisiert Ephorus; * um 400 v. Chr.; † 330 v. Chr.) war ein antiker griechischer Geschichtsschreiber.

## Leben
Ephoros stammte aus Kyme in der Aiolis. Über sein Leben ist fast nichts bekannt; die Vertrauenswürdigkeit der späteren Überlieferung ist zweifelhaft. Er soll zusammen mit dem Historiker Theopompos von Chios Schüler des Isokrates gewesen sein; dies ist möglich, doch nicht eindeutig gesichert. Plutarch zufolge lehnte er es ab, Alexander den Großen bei dessen Feldzug als Berichterstatter zu begleiten.

## Werk
Bekannt ist Ephoros vor allem als Verfasser einer umfassenden griechischen Universalgeschichte, der Historien. Sie wurden offenbar über einen längeren Zeitraum hinweg verfasst und umfassten zuletzt 30 Bücher, von denen Ephoros aber nur die ersten 29 Bücher selbst schrieb. Sie begannen mit der sagenhaften Frühzeit der Herakleiden auf der Peloponnes und reichten bis ins 4. Jahrhundert v. Chr. Das Gesamtwerk wurde von seinem Sohn Demophilos herausgegeben, der ein 30. Buch hinzufügte, das eine summarische Beschreibung des Bürgerkriegs enthält und mit der Eroberung von Perinthos durch Philipp II. von Makedonien im Jahr 340 v. Chr. endet (vgl. Diodor 16,14 mit 16,76). Von dem Werk sind nur (wenngleich relativ viele) Fragmente in Form von Zitaten bzw. Erwähnungen in anderen Werken erhalten.
Ephoros gilt als Schreibstubengelehrter, der sich nur auf schriftliche Vorlagen stützte, dafür aber große Mengen an Quellenmaterial verarbeitete. Es ist deutlich, dass Ephoros gute Quellen benutzte. Er scheint in den einzelnen Büchern jeweils eine Hauptquelle benutzt zu haben, die er aber nach Möglichkeit mit Material aus anderen Quellen ergänzte. Auch ließ er seine eigene Meinung einfließen. Sein Werk wurde in der Antike, hochgelobt und vielgelesen, von Diodor und anderen Autoren herangezogen. Strabon (8. Buch) nutzte seine geographischen Untersuchungen, wies ihnen große Bedeutung zu und lobte ihn als ersten, der die historischen von den geographischen Elementen getrennt habe. Polybios (12,25) wies ihm zwar Kenntnisse auf dem Gebiet der Seekriegsführung zu, machte aber seine Beschreibung der Schlacht bei Leuktra und der Schlacht von Mantineia wegen der Beschreibung der militärischen Operationen an Land lächerlich.
Ephoros wird als Historiker oft weniger geschätzt als andere Autoren, da er vor allem bekanntes Material (teils aber auch heute verlorene Werke) auswertete. Andererseits ist bereits die Tatsache bemerkenswert, dass er kein Geschichtswerk über einen begrenzten Zeitraum schreiben wollte (wie zum Beispiel Thukydides) und auch keine Epitome aus einem umfassenden Werk schrieb, sondern explizit eine Geschichte der bekannten Welt verfasste. Seine Universalgeschichte, in der freilich die griechische Geschichte im Mittelpunkt stand, berücksichtigte nicht nur umfangreiches Quellmaterial, sondern bot auch eine darauf beruhende Synthese. Aufgrund des fragmentarischen Zustands ist es allerdings schwer, Ephoros' Qualität abschließend zu beurteilen. Er verdient aber wohl, wie auch seine Nachwirkung zeigt, durchaus Anerkennung und mag (so Victor Parker) gleichwertig mit Xenophon genannt werden. Polybios (5,33) erwähnt positiv, dass er als erster und einziger vor ihm sich an eine Weltgeschichte gewagt hat.
Als Augenzeuge will Ephoros das Zerbrechen des Großen Kometen von 373 vor Christus in zwei Teile beobachtet haben, woraufhin Seneca in seinen Naturales quaestiones Ephoros' Glaubwürdigkeit in Zweifel zog.
Ihm zugeschriebene Werke sind:
- Eine Abhandlung über Entdeckungen, gute und schlechte Dinge berücksichtigend.
- Über bemerkenswerte Dinge in verschiedenen Ländern (es ist zweifelhaft, ob es sich um eine eigene Arbeit oder einen Teil des Historien handelt).
- Eine Abhandlung über mein Land, die Geschichte und Altertümer von Kyme.
- Ein Essay zum Stil, seine einzige rhetorische Arbeit, die vom Rhetoriker Theon erwähnt wird.

## Ausgaben
- Die Fragmente der Historiker Ephoros von Kyme und Timaios von Tauromenion. Übersetzt von Barbara Gauger, Jörg-Dieter Gauger (= Bibliothek der griechischen Literatur. Band 77). Anton Hiersemann, Stuttgart 2015, ISBN 978-3-7772-1506-8.
- Felix Jacoby (Hrsg.): Die Fragmente der griechischen Historiker. Teil 2, Band 2a, Nr. 70, Berlin 1926 (Nachdruck 1986).
- Victor Parker: Brill’s New Jacoby, Nr. 70 (mit englischer Übersetzung und Kommentar).